# Friedrich Meggendorfer
Friedrich Meggendorfer (ur. 7 czerwca 1880 w Bad Aibling, zm. 12 lutego 1953 w Bambergu) – niemiecki lekarz neurolog i psychiatra.
Urodził się w Bad Aibling w górnej Bawarii, jako syn kupca. Podczas I wojny światowej służył w marynarce jako lekarz asystent w Turcji. Po wojnie pracował z Emilem Kraepelinem i Maxem Nonnem. W 1927 roku został profesorem. Był ordynatorem kliniki psychiatrycznej Staatskrankenanstalt w Hamburgu-Friedrichsbergu, w 1934 roku przeniósł się do Erlangen. Zajmował się m.in. otępieniami, paraliżem postępującym, pląsawicą Huntingtona. Napisał podręcznik psychiatrii, Gerichtliche Psychiatrie (1931).

## Prace
- Gerichtliche Psychiatrie. Handbuch für Staatsmedizin Band 17. Berlin: Carl Heymanns Verlag, 1931
- Allgemeine und spezielle Therapie der Geistes und Nervenkrankheiten. Stuttgart: Wissenschaftliche Verlagsgesellschaft, 1950